# Kulturåret 1786

## Händelser
- 7 februari – Wolfgang Amadeus Mozarts sångspel Der Schauspieldirektor (Teaterdirektören) har urpremiär i Orangeriet på Schönbrunn utanför Wien.
- 20 mars – Gustav III tillkännager sitt beslut att grunda Svenska Akademien.
- 5 april – Svenska Akademien instiftas vid ett möte på Börshuset i Stockholm. Tävlingen om Stora priset utlyses.
- 1 maj – Wolfgang Amadeus Mozarts opera Figaros bröllop har urpremiär på Burgtheater i Wien [1].
- Hösten – Den 20 år gamle Andreas Widerberg övertar ledningen för Gemenasiska Sällskapet i Göteborg, efter att ledaren Johan von Blanc lämnat staden våren 1785.[2]

Okänt datum
- Sophie Hus berömda flyktförsök från sitt svenska kontrakt.
- Operan Gustaf Wasa (text Johan Henric Kellgren/Gustav III, musik Johann Gottlieb Naumann uruppförs på Kungliga Teatern.

## Nya verk
- Spastaras död av Bengt Lidner
- Vathek av William Beckford

## Födda
- 19 januari – Carl Gustaf Kröningssvärd (död 1859), svensk jurist, historisk samlare och skriftställare.
- 26 januari – Benjamin Robert Haydon (död 1846), engelsk målare.
- 24 februari – Wilhelm Grimm (död 1859), tysk språkforskare.
- 27 februari – Friedrich Wilhelm Gubitz (död 1870), tysk träsnidare och författare.
- 16 april – Albrecht Adam (död 1862), tysk batalj- och hästmålare.
- 13 maj – Anna Ehrenström, (död 1857), svensk poet.
- 16 juni – Anne Elizabeth Baker (död 1861), brittisk filolog och illustratör.
- 9 juli – Rudolf Schadow (död 1822), tysk skulptör.
- 8 augusti – Bengt Erland Fogelberg (död 1854), svensk skulptör.
- 18 september – Justinus Kerner (död 1862), tysk poet, läkare och medicinsk författare.
- 18 september – Leonard Fredrik Rääf (död 1872), svensk författare, folkvisesamlare, fornforskare och politiker.
- 15 oktober – Hermann Ernst Freund (död 1840), dansk skulptör.
- 18 november – Carl Maria von Weber (död 1826), tysk tonsättare.
- okänt datum – Mats Persson Stadig (död 1862), svensk dalmålare.

## Avlidna
- 19 januari – Carl Aurivillius (född 1717), svensk språkforskare, översättare och orientalist.
- 18 mars – Gustaf Lundberg (född 1695), svensk konstnär och målare.
- 2 maj – Petronella Johanna de Timmerman (född 1723), nederländsk poet.
- 19 maj – John Stanley (född 1712), engelsk tonsättare och organist.
- 28 juli – Carlo Marchionni (född 1702), italiensk arkitekt och skulptör.
- 16 augusti – John Francis Wade (född 1711), engelsk musiklärare och psalmförfattare.
- okänt datum – Carl Friedrich Eckleff (född 1723), svensk poet.